# Мотика, Неманья
Неманья Мотика (серб. Немања Мотика; род. 20 марта 2003, Берлин) — сербский футболист, нападающий клуба «Олимпия» (Любляна).
Мотика родился в Германии в семье выходцев из Сербии.

## Клубная карьера
Мотика — воспитанник клуба «Преуссен», «Герта» (Целендорф), «Герта» (Берлин) и «Бавария». В 2021 году для получения игровой практики Неманья начал выступать за дублирующий состав последних. В 2022 году Мотика перешёл в «Црвену звезду». 12 февраля в матче против «Чукарички» он дебютировал в сербской Суперлиге. 10 апреля в поединке против «Раднички» Неманья забил свой первый гол за «Црвену звезду». В своём дебютном сезоне он помог клубу выиграть чемпионат и Кубок Сербии.
В начале 2023 года Мотика был арендован австрийской «Аустрией» из Лустенау. 11 февраля в матче против «Ред Булл Зальцбург» он дебютировал в австрийской Бундеслиге. 13 мая в поединке против «Вольфсберга» Неманья забил свой первый гол за «Асутрию».
Летом 2023 года Мотика перешёл в словенскую «Олимпию». 22 июля в матче против «Копера» он дебютировал в чемпионате Словении. В поединке против «Алюминия» Неманья забил свой первый гол за «Олимпию».

## Международная карьера
В 2022 году Мотика в составе юношеской сборной Сербии принял участие в юношеском чемпионате Европы в Словакии. На турнире он сыграл в матчах против команд Израиля, Англии и Австрии.

## Достижения
«Црвена звезда»
- Победитель сербской Суперлиги: 2021/22
- Обладатель Кубок Сербии: 2021/22